# Groupe Benhamadi Antar Trade-Condor
Die Groupe Benhamadi Antar Trade-Condor ist ein algerisches Unternehmen, welches von seinem Gründer Abderrahmane Benhamadi geführt wird und Fernseher, Klimaanlagen, Satellitenschüsseln, Waschmaschinen, Kühlschränke, Mikrowellen und Computer herstellt.
Die Gruppe ist Hauptanteilseigner des algerischen Fußballvereins CA Bordj Bou Arréridj, wobei Anis Benhamadi, Sohn von Abderrahmane Benhamadi, als Präsident des Clubs fungiert. 